# Paradrepanophorus corallinicola
Paradrepanophorus corallinicola är en djurart som tillhör fylumet slemmaskar, och som beskrevs av Stiasny-Wijnhoff 1926. Paradrepanophorus corallinicola ingår i släktet Paradrepanophorus och familjen Paradrepanophoridae. Inga underarter finns listade i Catalogue of Life.